# 緑 (守谷市)

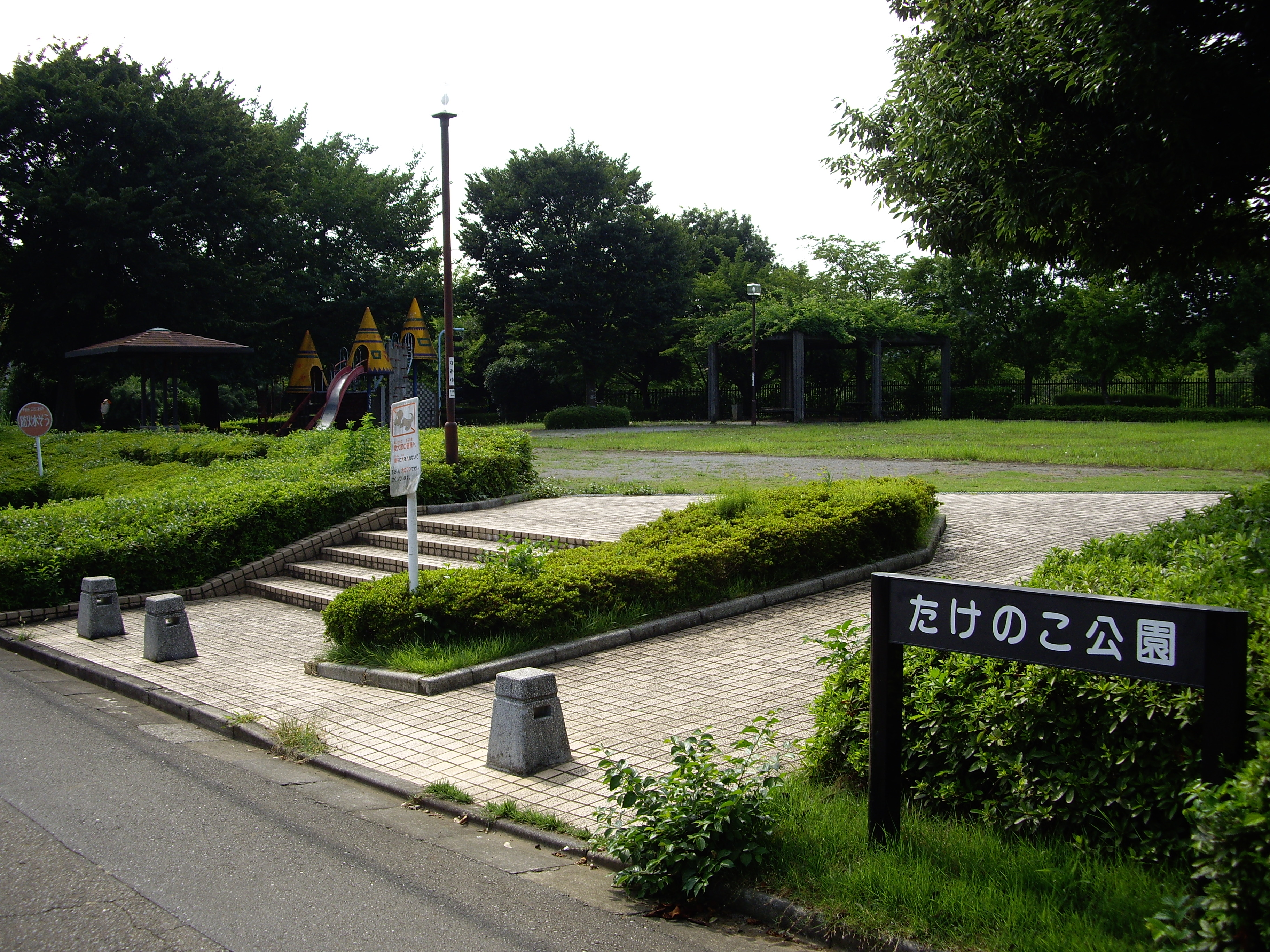
たけのこ公園

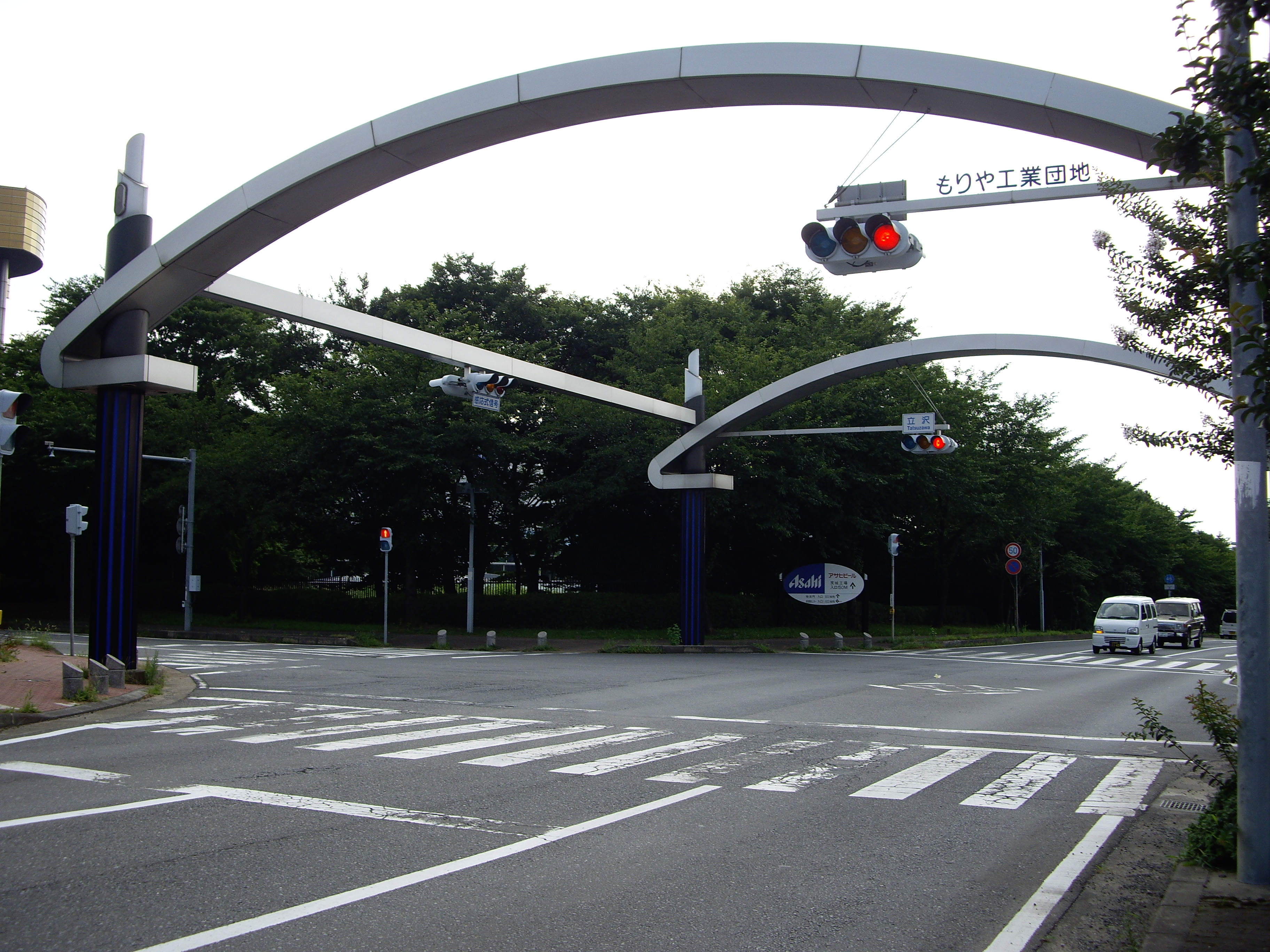
立沢交差点（緑地区入口）

緑（みどり）は、茨城県守谷市の地名。一丁目と二丁目がある。土地区画整理事業により、1993年（平成5年）10月29日に野木崎、大木、立沢、板戸井の各一部より新設された。郵便番号は302-0106。当地域の人口は3人（2010年1月1日現在、常住人口調査による。守谷市調べ）。

## 地理
守谷市西部に位置する。全域が「もりや工業団地」として開発された地域で、総面積は654,498.36m2。全域が工業団地ではあるが、地域内には街路樹が多数植えられ、大小様々な9の公園があり、森と公園に囲まれているような景観を生み出している。
一丁目にアサヒビール茨城工場、地域内には東洋一の規模を誇るビール工場があり、敷地内に1万坪もの庭園を有するなど、当工業団地の第一号企業として、コンセプトに調和した作りとなっている。
アサヒビール茨城工場の庭園はみどりの景として自然の美品の看板にする。これはし烈な販売合戦を繰り広げるビール業界にあって、「工場見学」による宣伝は重要な意味を持つ。こうした庭園プロジェクトは、案内施設の建物と工場の見学ルートに関る景観を美味しいビールを生み出す、自然の「太陽·水·みどり」をテーマにして構築したものである。
計画の要点として、「全体構成」は,建物の周りの庭園ではなく, <もともとの風·景の中に建物をはめ込んだ>という想定で計画された。「太陽」については,広い水面と,明るい疎林によって、太陽のきらめきと木漏れ陽の美しを強調する。「水」については、川原の中に建物が張りだし、水上を渡して導くことにより、清澄な水を身近に感じさせる。「みどり」については、歴史を伝える既存の大樹を背景に取りこみ、湿潤を好むモミジバフウの疎林を主景とし、外周には地域の自然林と二次林の構成種の苗木を混植して、水源函養のみどりを想定した樹林帯を創出している。
案内施設と工場とをつなぐ渡り廊下が、「水」を身近に感じさせる。ミソハギの咲く川原と広い水面によって明るい「太陽」が意識され、既存の大樹のみどり背景に取りこんで、歴史と風格を受け継いでいる。
二丁目に国際交流研修センター、四季の里公園がある。
地域内にある国際交流研修センターや、ログハウス公園のログハウスはアサヒビール寄贈によるもので、国際交流研修センターは守谷市の公共施設となっている。ログハウス公園は当初は整備の予定はなかったが、ログハウス寄贈が契機となり、公園として整備されている。
緑の全域が｢緑地区計画｣（旧:大木・野木崎地区計画）の適用区域となっており、建築計画等の規制が設けられている。地域内の都市計画道路の交点には馬頭観音の石碑が存在したが、同じく地域内に設置されたたけのこ公園内に移転が行われている。
東は立沢、西、南は野木崎、北は大木・薬師台と接している。

## 歴史
元は野木崎、大木、立沢、板戸井のそれぞれ一部であり、区画整理前は町有地が75.19%で、道路等を除くと、田、畑、宅地などの民有地は5%にも満たない場所であった。1980年（昭和55年）に守谷町（現:守谷市）が開発計画を行い、地権者へアンケートの後に住宅・都市整備公団に依頼するも、新規事業の不可が伝えられ、守谷町による民間活力を生かした工業団地として計画を変更。1988年（昭和63年）に開発が始まり、1993年（平成5年）に開発完了した。工業団地の名称は1991年（平成3年）4月25日発行の｢広報もりや お知らせ版｣によって募集が行われ（募集期間は同年7月末迄）、24人69点の中から選定し、同年11月18日に優秀賞に選ばれた｢もりや工業団地｣に決定した。制定された理由は｢守谷の名前が入っている｣、｢シンプルにひらがなにすることにより、他の自治体にも覚えやすい｣ことであり、その他にも｢守谷ファクトリー｣、｢もりやテクノパーク｣、｢守谷テクノパーク｣、｢サンライズ守谷｣などの名称が佳作に選ばれた。

### 地名の由来
街路樹をはじめとしたグリーンベルトを設け、桜などの多くの樹木を植栽し、従来の工業団地とは一線を画した緑豊かな工業団地として計画したことから「緑」とした。1992年（平成4年）12月25日議決。また、「緑」を漢字で表した理由は、漢字の方がインパクトを強く与えることができるという意図による。
なお、1992年（平成4年）11月11日の協議段階では、「緑」、「みどり野」、「さくら野」が候補として挙がっていた。

### 沿革
- 1980年（昭和55年）6月16日 守谷町が工業団地開発計画のアンケートを地権者に行う。
- 1982年（昭和57年）3月1日 住宅・都市整備公団に開発を依頼。
- 1986年（昭和61年）
  - 7月18日 住宅・都市整備公団が守谷町役場に来庁し、新規事業が行えなくなったことを伝える。
  - 7月末 民間活力を導入した工業団地開発を検討。
  - 9月28日 守谷町工業団地土地区画整理事業の設置等に関する条例を告知。
- 1988年（昭和63年）
  - 7月25日 都市計画道路野木崎向山線を計画に追加。
  - 10月22日 事業が認可。
  - 11月22日 守谷町工業団地土地区画整理事業の起工式が行われる。
- 1989年（平成元年）4月14日 地域内初めての工場である、アサヒビールの起工式が行われる。
- 1990年（平成2年）
  - 8月3日 野木崎・大木地区計画（現:緑地区計画）を制定。
  - 11月3日 国際交流研修センターを開設。
- 1991年（平成3年）
  - 4月25日 同日発行の｢広報もりや お知らせ版｣によって、工業団地の名称を募集（募集期間は同年7月末まで）。
  - 11月18日 工業団地の名称が｢もりや工業団地｣に決定。
- 1992年（平成4年）
  - 4月 新町名の名称を検討開始。
  - 4月20日 シンボルゲート竣工式及び、都市計画道路の開通式が行われる。
  - 7月12日 守谷町工業団地土地区画整理審議会にて協議、一丁目と二丁目の町界が承認。
  - 11月11日 町名について協議し、｢緑｣、｢みどり野｣、｢さくら野｣の3案に絞り込まれる。
  - 12月25日 町議会によって町名が｢緑｣に議決。
- 1993年（平成5年）
  - 10月29日 北相馬郡守谷町緑一丁目 - 二丁目となる。
  - 11月15日 守谷町工業団地土地区画整理事業の竣工式が行われる。
- 2002年（平成14年）2月2日 市制施行。守谷市緑一丁目 - 二丁目となる。
- 2008年（平成20年）10月15日 当地域の地区計画である野木崎・大木地区計画を、緑地区計画に名称変更。

### 町名の変遷
| 実施後   | 実施年月日     | 実施前 |
| -------- | -------------- | --- |
| 緑一丁目 | 1993年10月29日 | 板戸井字高崎の全域、大木字川中子・胎ノ脇・遠高崎・中ノ台の全域、大木字高崎・高崎下・前田・薬師堂の各一部、立沢字高崎・向山の各一部、野木崎字北田・鴻巣・十明内・遠山田・前山田の全域、野木崎字神立山・坂下内・庄太郎久保・杉並・捨ケ久保・角釜・遠原・中山田・根崎前・山ノ内の各一部 |
| 緑二丁目 | 1993年10月29日 | 板戸井字高崎の全域、大木字川中子・胎ノ脇・遠高崎・中ノ台の全域、大木字高崎・高崎下・前田・薬師堂の各一部、立沢字高崎・向山の各一部、野木崎字北田・鴻巣・十明内・遠山田・前山田の全域、野木崎字神立山・坂下内・庄太郎久保・杉並・捨ケ久保・角釜・遠原・中山田・根崎前・山ノ内の各一部 |

## 交通
守谷市コミュニティバス「モコバス」が地域内を走っている。
モコバス
地域内には「国際交流センター前」、「四季の里公園入口」の2つの停留所がある。
| 系統        | 主要経由地                                                           | 行先       | 運行会社 |
| ----------- | -------------------------------------------------------------------- | ---------- | -------- |
| Aルート(右) | 四季の里公園入口・国際交流センター前・図書館前                       | 守谷市役所 | ■関鉄    |
| Aルート(左) | 国際交流センター前・四季の里公園入口・スポーツセンター前・守谷駅西口 | 守谷市役所 | ■関鉄    |

## サイン計画
緑では、｢工業団地サイン計画｣の元、統一的な案内看板を設置している。オリジナルのデザインによるもので、懐かしさの中に新しさの見える形状を意識し、発展と調和が込められたデザインとなっている。

## 施設
- 国際交流研修センター - 緑二丁目1番地1
- アサヒビール茨城工場 - 緑一丁目1番地1
- 四季の里公園 - 20,660m2（近隣公園）
- ログハウス公園 - 7,747m2
- すぎのこ公園 - 3,961m2
- たけのこ公園 - 2,579m2
- じゅうみょうだいポケットパーク - 1,336m2
- すみがま東ポケットパーク - 649m2
- すみがま西ポケットパーク - 556m2
- おおの川ポケットパーク - 400m2
- すぎなみポケットパーク - 313m2

## 参考資料
- 守谷町工業団地土地区画整理事業概要（守谷町）
- 未来への大きな扉 守谷町工業団地土地区画整理事業記念誌（守谷町）